# تاكاشي كيتانو
تاكاشي كيتانو (باليابانية: 北野 貴之) (4 أكتوبر 1982 في سابورو في اليابان – )؛ هو لاعب كرة قدم ياباني سابق كان يلعب كحارس مرمى.

## وصلات خارجية
- تاكاشي كيتانو على موقع رابطة كرة القدم اليابانية للمحترفين (اليابانية)
- تاكاشي كيتانو على موقع قاعدة بيانات كرة القدم.إي يو (الإنجليزية)
- تاكاشي كيتانو على موقع Soccerway.com (الإنجليزية)
- تاكاشي كيتانو على موقع عالم كرة القدم.نت (الإنجليزية)
- تاكاشي كيتانو على موقع كووورة